# Bladeboard
Le bladeboard est une planche à roulettes en ligne.
Le mot "blade" signifie en anglais "lame" et le mot "board" veut dire "planche".
Le bladeboard est donc une planche dont la disposition des roues fait penser à une lame de patin à glace qui va glisser sur la route. 
L'intérêt du bladeboard par rapport au skateboard est de pouvoir bénéficier d'un angle d'attaque dans les virages, ce qui procure une sensation de glisse très fun.
Le bladeboarder peut donc évoluer en traçant des courbes à amplitudes variables. Ces positions sont d'ailleurs sensiblement similaires à celles du surfer ou du snowborder.
À l'origine de ce nouveau sport qui est actuellement en développement, les frères Michel's.